# Franklin (Kentucky)
Franklin is een plaats (city) in de Amerikaanse staat Kentucky, en valt bestuurlijk gezien onder Simpson County.

## Demografie
Bij de volkstelling in 2000 werd het aantal inwoners vastgesteld op 7996.
In 2006 is het aantal inwoners door het United States Census Bureau geschat op 8110, een stijging van 114 (1,4%).

## Geografie
Volgens het United States Census Bureau beslaat de plaats een oppervlakte van
19,3 km², geheel bestaande uit land. Franklin ligt op ongeveer 189 m boven zeeniveau.

## Plaatsen in de nabije omgeving
De onderstaande figuur toont nabijgelegen plaatsen in een straal van 20 km rond Franklin.